# Ernst Friedel

Ernst Friedel

Ernst Friedel (vor 1890)

Ernst Friedel (um/vor 1890)

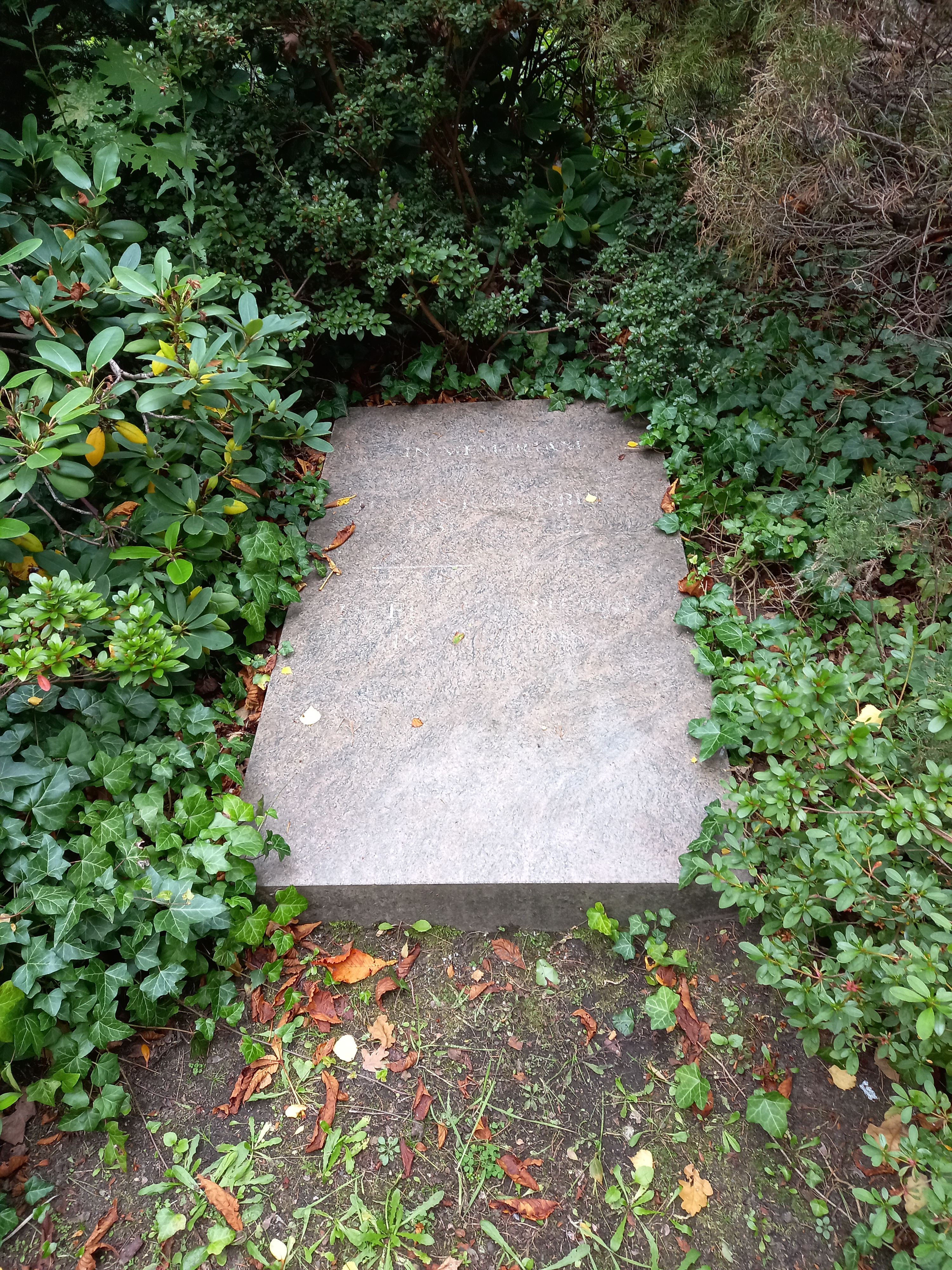
Grab von Ernst Friedel und Julius Rodenberg auf dem Zentralfriedhof Friedrichsfelde in Berlin

Ernst August Friedel (* 23. Juni 1837 in Berlin; † 10. März 1918 ebenda) war ein deutscher Verwaltungsjurist, Kommunalpolitiker sowie Geschichts- und Heimatforscher.

## Leben und Wirken
Ernst Friedel war zweiter Sohn des Privatgelehrten Carl Gottlob Friedel, der ihn anfangs auch unterrichtete. Daran schlossen sich die Schulbildung in der dorotheenstädtischen höheren Bürgerschule und im Friedrichswerderschen Gymnasium an, das er 1856 mit dem Abitur verließ. Dann studierte er Rechtswissenschaft, Volks- und Staatswirtschaft, Altertumskunde und Naturgeschichte, insbesondere Zoologie, an der Friedrich-Wilhelms-Universität Berlin.
Nach dem Studium wurde er 1859 Kammergerichts-Auscultator, 1864 Gerichtsassessor am Stadtgericht und 1869 Kreisrichter der Königlichen Kreisgerichtskommission Köpenick. 1873 trat er als Stadtrat in den Verwaltungsdienst seiner Heimatstadt. Dort übernahm er im Lauf der Jahre verschiedene Funktionen bei der Straßenbaupolizei, der Parkdeputation und der Armendirektion. Er bearbeitete Archiv-, Bibliotheks- und Museumsangelegenheiten und war Vorsitzender des Kuratoriums für das Bestattungswesen.
Er war beteiligt an der Schaffung des Viktoriaparks, des Schillerparks, des Kleinen Tiergartens und des Volksparks Humboldthain, von Arkonaplatz, Teutoburger Platz und Hansaplatz, von Volksbibliotheken und des Zentralfriedhofs Friedrichsfelde, den er auch für sich selbst als letzte Ruhestätte wählte. Als er 1909 in den Ruhestand trat, wurde ihm der Ehrentitel Stadtältester von Berlin zuerkannt. Bereits 1880 erhielt er den preußischen Roten Adlerorden 4. Klasse, und 1894 wurde er mit dem Ehrentitel Geheimer Regierungsrat ausgezeichnet. Seit 1895 gibt es in Rixdorf (heute Neukölln) eine Friedelstraße. Zu seinem 70. Geburtstag wurde eine Gedenkmünze geprägt.
Friedel veröffentlichte viele Aufsätze zur Rechtswissenschaft, zu Kolonial-, Handels- und Wirtschaftspolitik, zur Landeskunde, Volkskunde, Naturwissenschaft, Kunstgeschichte und Familiengeschichte. 1874 wurde er Schöpfer und bis 1906 erster Leiter des Märkischen Provinzialmuseums in Berlin. Friedel „sammelte und forschte selbst und brach fast jedes Wochenende mit einigen Gleichgesinnten zu Wanderfahrten in die Mark Brandenburg auf, während derer so ‚mancher Schatz der Vorzeit gehoben‘ werden konnte.“ Von 1884 bis 1891 war er Vorsitzender im Verein für die Geschichte Berlins, 1892 trat er nach Konflikten über die Arbeitsweise des Vereins aus.
„Unmöglich konnte aber ein für die Erforschung der märkischen Heimat so begeisterter Mann wie Friedel einen einmal gefassten Gedanken so ohne weiteres aufgeben. Er sah ein, dass ihm nur die Stiftung einer eigenen festorganisierten wissenschaftlichen Vereinigung zu dem erwünschten Ziele führen können, und ein kleiner Kreis treuer Freunde und Mitarbeiter. Noch blieb ihm die Pflegschaft des Märkischen Museums zur Durchführung seiner Pläne, und an diese langjährigen Mitarbeiter, an diese ständigen Gefährten seiner Wanderfahrten wandte er sich jetzt, um die erwünschte Vereinigung festgestellt und am 20. März des Jahres von den Versammelten die Satzungen angenommen, dann wurde auf Grund der letzteren die Begründung der neuen Gesellschaft [„Brandenburgia“ Gesellschaft für Heimatkunde der Provinz Brandenburg zu Berlin] vollzogen.“ Friedel wurde deren Vorsitzender und später Ehrenvorsitzender. Am 20. September 1899 war Friedel in Begleitung von Pflegern des Märkischen Museums am so genannten Königsgrab von Seddin. Nachdem der langjährige Pfleger Hermann Maurer als erster die bei Erdarbeiten geöffnete und beschädigte Grabkammer betreten hatte, sicherten Friedel, Bezirkspfleger Friedrich-Wilhelm Heinemann aus Perleberg und Wilhelm Pütz (1850–1904), Techniker der Preußischen Geologischen Landesanstalt zu Berlin, die Funde und nahmen eine erste Untersuchung vor.
Außerdem war Friedel Vorsitzender des Gesamtvereins der deutschen Geschichts- und Altertumsvereine, seit 1884 Ehrenmitglied der Niederlausitzer Gesellschaft für Anthropologie und Altertumskunde, 1871 bis 1918 Ausschuss-Obmann der Berliner Gesellschaft für Anthropologie, Ethnologie und Urgeschichte, Mitglied des Vereins für die Geschichte der Mark und der Berliner Gesellschaft für Erdkunde.
Aus der Ehe mit Marie Schenk aus Greifswald gingen die Tochter Gesa und der Sohn Erwin hervor. Friedel wurde auf eigenen Wunsch auf dem von ihm initiierten Zentralfriedhof Friedrichsfelde in zentraler Lage in einem Rondell neben dem Grab Julius Rodenbergs bestattet. Sein Grab wurde 1973 eingeebnet, aber nicht neu belegt.

## Friedel und die deutsche Kolonialbewegung
Wenig bekannt ist heute, dass Friedel mit seinem Freund Franz (Theodor) Maurer zu den Begründern der deutschen Kolonialbewegung gehörte. Friedel und Maurer trafen sich regelmäßig, um die Notwendigkeit und Möglichkeiten des Erwerbs von Kolonien für Preußen zu erörtern. „Damals, d. h. vor dem Deutsch-Französischen Krieg, bestand in Berlin auch eine Vereinigung von zwei, später drei Personen, welche in gleicher Weise, nur im Stillen die bedeutsamen Fragen der Colonisation und des Auswanderungswesens zu studiren bestrebt waren. An einem oder zwei Sonntagen im Monat kamen sie zusammen, besprachen sich über Angelegenheiten, für welche ihr Herz schlug und von denen sie so viel für die Grösse [sic!] und Wohlfahrt Deutschlands erwarteten. Dr. Ernst Friedel, damals Assessor hier und von jeher für gemeinnützige Dinge unermüdlich thätig, war der Eine, der schon vor Jahren verschiedene Franz Maurer, einer der Redacteure der Vossischen Zeitung und bekannt durch tüchtige geographische Arbeit, der Zweite, und ihnen gesellte sich damals als Dritter [Otto Kersten] der Verfasser dieser Zeilen zu.“
Maurer vermittelte, dass Friedel gelegentlich für die Vossische Zeitung schrieb. „Friedel hat übrigens das Verdienst, … zuerst mit einem bestimmten, ausführlichen Hinweise zur Gründung einer Colonie [auf Taiwan nämlich] in die Oeffentlichkeit getreten zu sein.“ Friedel und Maurer waren Wortführer „einer Gruppe von Geographen …, die schon Ende der 1860er Jahre, ebenfalls ohne großen Widerhall, für Pläne zur Auswanderungslenkung und Kolonialexpansion geworben hatten.“ 1867 war Kersten, später Gründer des 1879 bis 1881 bestehenden Central-Vereins für Handelsgeographie und Förderung deutscher Interessen im Auslande, dazu gestoßen. „Ein Jahr nach Königgrätz versuchte diese Gruppe vergeblich, mit einem gemeinsamen Vorstoß das Interesse von Öffentlichkeit und Regierung auf koloniale Fragen hinzulenken. Jeder von ihnen warb in einer Broschüre für ein besonderes Kolonialprojekt:“ Sie veröffentlichten jeder ein Buch zu einem Überseegebiet, das ihnen für eine Kolonialisierung frei und geeignet schien. Friedel schlug in seinem Buch deutsche Kolonien in Ostasien und im Indischen Ozean vor. Friedel blieb der Kolonialidee zwar verbunden, trat auch dem 1879 von Kersten gegründeten Central-Verein für Handelsgeographie – mit der Mitgliedsnummer 147 – bei und wurde Mitglied der Nachfolgeorganisation Deutsche Kolonialgesellschaft, doch wandte er sein Hauptaugenmerk in den 1870er Jahren der Kommunalpolitik und der Erforschung der Geschichte Berlins zu.

## Veröffentlichungen
- Ueber deutsche Colonisation unter preußischer Führung (4 Teile). In: Vossische Zeitung. 13., 15., 18. und 19. Oktober 1865.
- Das Projekt einer preußisch-deutschen Colonie auf Formosa (2 Teile). In: Vossische Zeitung. 3. und 7. Februar 1865.
- Die Gründung preußisch-deutscher Colonien im Indischen und Großen Ozean mit besonderer Rücksicht auf das östliche Asien. Eichhoff, Berlin 1867.
- Die Stein-, Bronze- und Eisenzeit in der Provinz Brandenburg. Nicolai, Berlin 1878.
- Vorgeschichtliche Funde aus Berlin und Umgegend. Festschrift für die XI. allgemeine Versammlung der Deutschen Gesellschaft für Anthropologie, Ethnologie und Urgeschichte (= Schriften des Vereins für die Geschichte Berlins, Band 17). Mittler in Komm. für den Verlag des Vereins für die Geschichte Berlins, Berlin 1880, 2. Auflage 1881.
- Die deutsche Kaiserstadt Berlin. Stadtgeschichten, Sehens- und Wissenswerthes aus der Reichshauptstadt und deren Umgebung. Spamer, Berlin / Leipzig 1882. Digitalisiert von der Zentral- und Landesbibliothek Berlin, 2015. URN urn:nbn:de:kobv:109-1-10263762; Nachdruck: Schacht, Berlin 1981.
- Aus der Vorzeit der Fischerei. Vortrag. Habel, Berlin 1884.
- Zur Geschichte der Nicolaischen Buchhandlung und des Hauses Brüderstraße 13 in Berlin. Nicolai, Berlin 1891; Nachdruck in: Bernhard Fabian: Zur Geschichte der Nicolaischen Verlagsbuchhandlung. Olms, Hildesheim [u. a.] 2006, ISBN 3-487-11956-0.
- als Herausgeber mit Robert Mielke: Landeskunde der Provinz Brandenburg. 5 Bände nebst 1 Uebersichtskarte der Provinz Brandenburg (Band 5 nie erschienen). D. Reimer, Berlin 1909–1916.